# 254
254是253與255之間的自然數。

## 在數學中
- 合數，正因數有1、2、127和254。
質因數分解為{\displaystyle 2\times 127}。
- 虧數，真因數和為130，虧度為124。
- 不尋常數，大於平方根的質因數為127。
- 第82個半質數。前一個為253、下一個為259。
- 無平方數因數的數。
- 十进制的奢侈數。
- 無平方數因數的數

## 在人類文化中
- 肯尼亚的国际电话区号为254
- 博登湖最深處254米，是德語區最大的淡水湖
- 阿波羅13號飛到月球對面，距離月球254公里，破了「離地球最遠的人類」紀錄